# Генерал-Тодоров
Генера́л-То́доров (болг. Генерал Тодоров) — село в Благоєвградській області Болгарії. Входить до складу общини Петрич.

## Населення
За даними перепису населення 2011 року у селі проживали 693 особи.
Національний склад населення села:
| Національність   | Кількість осіб | Відсоток |
| ---------------- | -------------- | -------- |
| болгари          | 636            | 98,5%    |
| цигани           | 6              | 0,9%     |
| інша             | 3              | 0,5%     |
| Всього відповіли | 646            |          |

Розподіл населення за віком у 2011 році:
Динаміка населення: